# Karl Gottlieb Sänger
Karl Gottlleb Sänger, także: Karol Bogumił Sanger, (zm. w 1831 w Łodzi) – pochodzący z Chodzieży, pierwszy łódzki fabrykant.
Był jednym z 4 sygnatariuszy podpisanej 30 marca 1821 umowy zgierskiej, stanowiącej zbiór zasad osiedlania się sukienników w Zgierzu, jednak szybko zrezygnował z planów rozwoju przedsiębiorstwa tym mieście i przeniósł się do Łodzi. 4 kwietnia 1823 roku zawarł kontrakt z prezesem komisji województwa mazowieckiego Rajmundem Rembielińskim. W kontrakcie tym zobowiązał się założyć w Łodzi farbiarnię wełny i tekstyliów. Fabrykant dotrzymał umowy. Swoją farbiarnię założył przy ul. Kątnej 6/8 w Łodzi (współcześnie ul. gen. W. Wróblewskiego 6/8), a ponadto założył warzelnię piwa przy skrzyżowaniu ul. Nowomiejskiej (ówcześnie stanowiącej początek ul. Piotrkowskiej) i ul. Ogrodowej. W 1939 roku okupanci niemieccy przemianowali ul. Kątną, przy której stała jego fabryka, na Sängerstraße – pochodzącą od jego nazwiska, przemianowaną po II wojnie światowej na ul. gen. Walerego Wróblewskiego. Sänger nie doczekał rozkwitu łódzkiego przemysłu – zmarł w Łodzi w 1831 roku.